# Тонтон (Міннесота)
Тонтон (англ. Taunton) — місто (англ. city) в США, в окрузі Лайон штату Міннесота. Населення — 136 осіб (2020).

## Географія
Тонтон розташований за координатами 44°35′39″ пн. ш. 96°3′47″ зх. д. / 44.59417° пн. ш. 96.06306° зх. д. (44.594274, -96.062940).  За даними Бюро перепису населення США в 2010 році місто мало площу 2,62 км², уся площа — суходіл.

## Демографія
Згідно з переписом 2010 року, у місті мешкало 139 осіб у 68 домогосподарствах у складі 35 родин. Густота населення становила 53 особи/км².  Було 78 помешкань (30/км²).
Расовий склад населення:
| - 100,0 % — білих |

До двох чи більше рас належало 0,0 %. Частка іспаномовних становила 0,0 % від усіх жителів.
За віковим діапазоном населення розподілялося таким чином: 23,7 % — особи молодші 18 років, 58,3 % — особи у віці 18—64 років, 18,0 % — особи у віці 65 років та старші. Медіана віку мешканця становила 42,2 року. На 100 осіб жіночої статі у місті припадало 82,9 чоловіків;  на 100 жінок у віці від 18 років та старших — 89,3 чоловіків також старших 18 років.
Середній дохід на одне домашнє господарство  становив 40 166 доларів США (медіана — 29 250), а середній дохід на одну сім'ю — 42 853 долари (медіана — 27 500). Медіана доходів становила 32 813 долари для чоловіків та 25 000 доларів для жінок. За межею бідності перебувало 16,0 % осіб, у тому числі 17,0 % дітей у віці до 18 років та 38,9 % осіб у віці 65 років та старших.
Цивільне працевлаштоване населення становило 82 особи. Основні галузі зайнятості: освіта, охорона здоров'я та соціальна допомога — 25,6 %, роздрібна торгівля — 18,3 %, виробництво — 14,6 %, оптова торгівля — 12,2 %.